# فرودگاه محلی رسبورگ
فرودگاه محلی رسبورگ (به انگلیسی: Roseburg Regional Airport) (به زبان بومی: Marion E. Carl Memorial Field) یک فرودگاه همگانی بهره‌برداری هوایی با کد یاتا RBG است که یک باند فرود آسفالت دارد و طول باند آن ۱۴۰۳ متر است. این فرودگاه در شهر رسبورگ، اورگن کشور ایالات متحده آمریکا قرار دارد و در ارتفاع ۱۶۱ متری از سطح دریا واقع شده است.